# Los bandidos (ballet)
Los Bandidos (en francés Les Brigands) es un grand ballet en dos actos en que se reparten cinco escenas y un prólogo, coreografiado por Marius Petipa, con música de Ludwig Minkus. El libreto, de Petipa, está basado en la novela “La gitanilla” de Miguel de Cervantes.
La primera representación tuvo lugar el 26 de enerojul./ 7 de febrero de 1875greg. en el Teatro Imperial Bolshói Kámenny (bolshói significa “grande” y kámenny significa “piedra”) antes de que tanto el Ballet Imperial como la Ópera Imperial fueran reubicados en el Teatro Mariinski en San Petersburgo.
La bailarina principal fue Ekaterina Vazem.